# Air Genting
Air Genting is een bestuurslaag in het regentschap Asahan van de provincie Noord-Sumatra, Indonesië. Air Genting telt 6019 inwoners (volkstelling 2010).